# Julio Beobide
Julio Beobide de Goiburu (Zumaya, 19 de diciembre de 1891-Zumaya, 11 de septiembre de 1969). Escultor español que destacó especialmente como imaginero.

## Biografía
Julio Beobide nació en 1891 en Zumaya (Guipúzcoa), en el seno de una familia de hondo sentido artístico, siendo el pequeño de cuatro hermanos. Uno de sus hermanos mayores fue el sobresaliente compositor musical y organista José María Beobide.
Muy pronto su sensibilidad artística le impulsó hacia el dibujo, teniendo su primer contacto con la escultura en el taller de Artes y Oficios del Colegio Laboral de Salesianos de Baracaldo, en Vizcaya, donde ingresó a la edad de trece años. Allí tuvo contacto con el artista Asorey, quién le inició en los rudimentos de la talla. 
La obra y vida del escultor suele ser dividida en cuatro periodos principales.

### Etapa de aprendizaje
Tras su primer contacto con la escultura en Baracaldo, Beobide continuó su aprendizaje en el mundo de la escultura y la talla. En 1908 acudió a la escuela de tallistas que se había creado en Vitoria en torno a la construcción de la cripta de la Catedral Nueva de la capital alavesa. Aquí trabajó en la decoración y en las filigranas de las puertas y ya considerado como un alumno aventajado, recibió su primer encargo como tallista: la decoración a base de rosetas de la fachada principal y lateral de la iglesia parroquial de Rentería. 
En 1910 acude a Bilbao, a continuar sus estudios como aprendiz del escultor Quintín de Torre, que tenía su estudio en La Ribera bilbaína. Quintín de Torre tuvo una gran influencia en la carrera posterior de Beobide y fue fundamental en su vida artística. De él aprendió a realizar una imaginería barroca digna de la escuela sevillana por su patetismo, pero sin perder una raigambre realista. Por otro lado de Quintín aprendió también a realizar un arte para el pueblo, a comunicarse mediante la escultura con la gente sencilla de su tierra,  
Después de su etapa en Bilbao, hacia 1915, pasó una breve temporada en Valencia. De esta etapa en la ciudad mediterránea se tienen pocas noticias. No se sabe la razón exacta por la que viajó a esta ciudad ni a que se dedicó en ella, pero Beobide no tardó en volver al País Vasco, concretamente a su localidad natal de Zumaya.
Durante los siguientes años tuvo que vencer la oposición de su familia a que siguiera el camino de la imaginería y el retrato y en cierto modo se vio forzado a desligarse del "clan familiar" que regentaba su tío. En esa época establece también su amistad con el pintor Ignacio Zuloaga, 21 años mayor que él y que ya es por aquel entonces un artista consagrado. Zuloaga había inaugurado en 1914 su casa de veraneo Santiago Echea en Zumaya, donde conoció al inquieto Beobide y le animó a que continuara su formación como escultor.
En 1919, con ayuda de Zuloaga logró que le fuese otorgada una beca por parte de la Diputación Foral de Guipúzcoa. Gracias a esta beca pudo completar sus estudios en la Real Academia de Bellas Artes de San Fernando en Madrid. 
Durante su estancia en Madrid compaginó las clases de modelo del escultor catalán Miguel Blay con clases de dibujo. En Madrid vuelve a encontrarse en un ambiente propicio a su espíritu y a su sensibilidad. Establece relaciones de amistad con otros artistas que se encontraban también en su fase de formación como los escultores Pérez Comendador  y Juan Adsuara, su paisano el pintor y crítico de arte tolosarra Vicente Cobreros Uranga o Julio Valverde. 
Durante su aprendizaje se vio influenciada por la obra de los escultores clásicos españoles: Alonso Berruguete, Montañés, Pedro de Mena, etc., cuyas técnicas y obras fue aprendiendo. También copió y estudió los lienzos del Museo del Prado. 
Las imágenes de este periodo de aprendizaje son ingenuas y sencillas, vinculadas con el movimiento primitivista de la época, que había vuelto sus ojos a los tipos iconográficos medievales.

### Periodo de juventud
En 1923 Beobide regresó definitivamente a su Zumaya natal, fijando allí su residencia. Salvo dos breves estancias en Roma y París, donde el escultor conocería de primera mano las obras de Miguel Ángel, Rodin y Carpeaux, Beobide no abandonaría casi nunca más su localidad natal.
En Zumaya Beobide encontró el medio adecuado para su desarrollo y fortalecimiento como artista. 
Su tío, el párroco Manuel de Beobide, le regaló en 1928 un terreno junto al mar, en el que el pintor construyó el célebre caserío-estudio "Kresala", donde trabajaría y residiría el resto de su vida. El nombre de la casa "Kresala" significa brisa salada o salitre en lengua vasca.
Beobide trabó gran amistad con los artistas Ignacio Zuloaga y Pablo Uranga. Zuloaga, que como hemos dicho antes era 20 años mayor, tenía su casa de Santiago Etxea muy cerca de Kresala, estando separada de esta por la desembocadura del río Urola. Era habitual que Zuloaga cruzara en barca el río para visitar el taller de su amigo el escultor, con el que pasaba horas charlando y trabajando. Zuloaga, quien tenía en gran estima a Beobide, trató de aprovechar su prestigio para lanzar la carrera del escultor organizándole exposiciones en Madrid y Barcelona, pero siempre se encontró con la cerrazón de Beobide. Por otro lado Beobide ejerció  de maestro de Zuloaga, cuando este cogía el cincel. Era habitual que ambos artistas fueran los primeros en observar las obras del otro y se utilizaron varias veces como modelo de sus obras. 
Esta etapa se caracteriza por una predilección por el realismo, con un hondo sentido humano, con el Cristo de la capilla Zuloaga como máximo representante del periodo. 
En 1930 Beobide se casó con Angelita Arburúa, con la que tuvo 4 hijos.

### Periodo de madurez
Entre 1936 y 1950 se produjo el periodo de madurez del artista. Es la etapa de mayor producción de Beobide. Se siente la influencia de los imagineros barrocos, sobre todo en el carácter expresionista de las formas de sus obras, en especial las de temática religiosa.
Durante la Guerra Civil, Beobide permaneció en su casa-taller de Zumaya. En esa época Zuloaga pinta el Retrato de Julio Beobide, una de sus obras preferidas, siendo el único cuadro suyo que colgó en su museo. También Beobide hizo varios retratos del escultor: busto de escayola en "Kresala", el único que le hizo en vida. Los otros bustos del pintor que realizó Beobide fueron posteriores a la muerte de Zuloaga en 1945; el del Museo de San Telmo de San Sebastián, el medallón de Zumaya o el monumento en Bilbao.
La obra más célebre de Beobide, el Crucifijo del Valle de los Caídos, data de esta época. En 1940 Zuloaga ofreció una recepción en su residencia a la que acudió entre otras personalidades el general Franco. Ese día Franco descubrió en la capilla de la residencia de Zuloaga la talla que Beobide había realizado para su amigo unos años antes y que el propio Zuloaga había policromado, quedando muy impresionado por el Cristo. El propio general solicitó a Zuloaga que gestionara la compra de dicho cristo o de uno similar para su ubicación en el santuario que estaba planteando construir en Cuelgamuros. Zuloaga mintió inicialmente a su amigo sobre el destinatario final del encargo, ya que temía que Beobide, que era simpatizante del nacionalismo vasco, se negara a tallar la escultura para Franco. Sin embargo, tras descubrir la verdad, este accedió a acabar el encargo, por el cual recibió un pago de 20.000 pesetas. La talla del Cristo, policromada por Zuloaga y ya con su cruz, permaneció más de 15 años en la Capilla del Palacio del Pardo, esperando pacientemente que las obras de la Basílica del Valle de los Caídos tocaran a su fin. Desde 1958 se encuentra presidiendo el altar mayor de esta basílica.

### Última Etapa
A partir de 1950 comienza la última etapa del artista. Evidentemente es un periodo de síntesis de todo lo aprendido y experimentado por el artista en su vida. Su obra tiende al esquematismo. Su Cristo inacabado de Zumaya es un buen ejemplo de lo dicho.
En esta etapa se produce además el reconocimiento académico del artista vasco. En 1959 fue nombrado Académico correspondiente por la Real Academia de Bellas Artes de San Fernando y en 1968 es nombrado Socio de Honor de la Real Sociedad Bascongada de Amigos del País. En 1968 se celebraron asimismo las únicas exposiciones personales que tuvo el escultor en vida. Fueron tres exposiciones-homenaje que se le tributaron en las localidades de Zumaya, San Sebastián y Éibar.

Al año siguiente, en 1969, falleció Julio Beobide en su localidad natal. Poco antes de fallecer, realizó el busto del escritor Toribio Echevarría. 

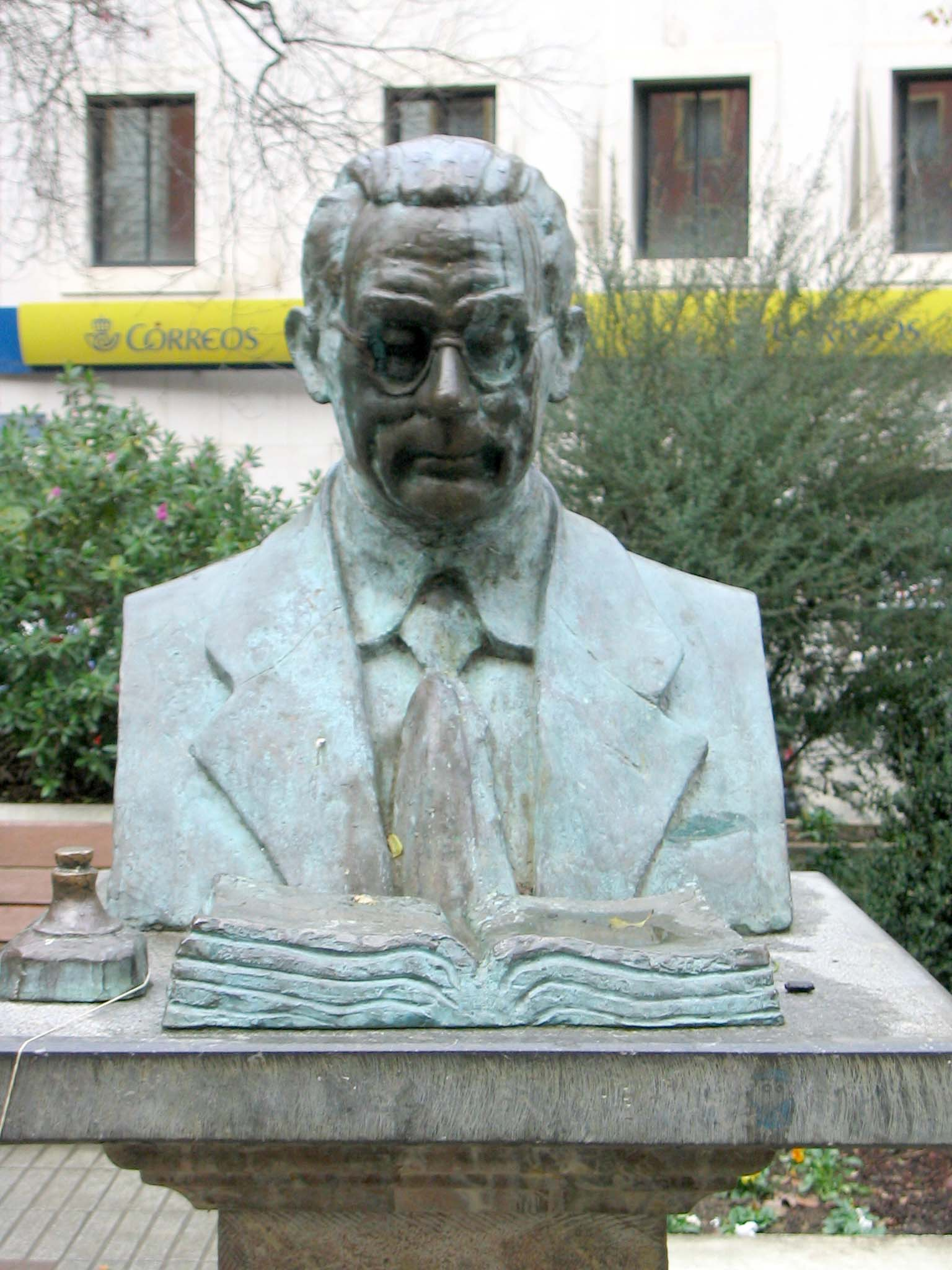
Busto de Toribio Echevarría en Éibar en 1969.

### Museo Beobide
En la casa "Kresala" de Zumaya, que fue taller y estudio de Julio Beobide hay actualmente un pequeño museo dedicado a la figura de este escultor. El museo expone herramientas de trabajo, bocetos, tallas y otras obras del artista, destacando un Cristo inconcluso que estaba destinado a la Iglesia de los Capuchinos de Rentería. 
El escultor posee una calle en su honor en San Sebastián y un paseo en Zumaya, donde se encuentra situada, precisamente, la casa "Kresala".
En el año 2022 se constituyó la Fundación "Julio Beobide Fundazioa" cuya labor es la de preservar y divulgar la obra y el legado de Julio Beobide, así como promover y desarrollar actividades de impulso y divulgación de las artes y la cultura.

## Obras
Lista no exhaustiva.
- Crucificado (1926): talla de un cristo en la Iglesia de San Vicente de Abando de Bilbao.
- La Dolorosa (1939): talla de la virgen de la Hermandad de la Santa Misericordia de Gijón.
- Busto del pintor Ignacio Zuloaga (1947): piedra y bronce. Ubicada en la plaza del Museo de Bellas Artes de Bilbao.
- Cristo del Valle de los Caídos: cristo crucificado del altar mayor de la basílica del Valle de los Caídos. Está policromado por Ignacio Zuloaga.
- Pescador Vicente "Tximu": busto de bronce adquirido en 1996 por el ayuntamiento de Zarauz a la familia Beobide y ubicado desde entonces en dicha localidad.

- Datos: Q9016469
- Multimedia: Julio Beobide / Q9016469